# 俞鸞
俞鸞（1503年—？），字應和，陝西靈州守禦千戶所軍籍，直隸崑山縣人，明朝政治人物。

## 生平
嘉靖十六年（1537年）丁酉科陝西鄉試第十八名舉人。嘉靖二十年（1541年）中式辛丑科會試第二百四十六名，登第三甲第一百五十名進士。二十二年任榆次县知县，二十六年六月选授兵科给事中，二十七年十一月升兵科右，二十八年三月升刑科左，十二月升兵科都，三十年贬处州府同知。

## 家族
曾祖俞福；祖父俞淂；父俞慶。嫡母劉氏；生母袁氏。慈侍下。兄俞鳳。弟俞鹤。